# Vito Perniola
Pour les articles homonymes, voir Perniola.
 (août 2024).
Vito Antonio Perniola (né le 10 avril 1913 à Santeramo, près de Bari (Italie) et mort le 7 janvier 2016 à Negombo, au Sri Lanka), est un prêtre jésuite italien, missionnaire, linguiste et historien de l'Église de Sri Lanka.

## Biographie

### Études et formation
Cinquième d’une famille comprenant neuf enfants Vito nait à Santeramo in Colle près de Bari dans les Pouilles, une région de l’Italie méridionale. À l’âge de 15 ans, en 1927, il entre au noviciat des Jésuites de Naples. Sa formation spirituelle et académique de base terminée il quitte l’Italie pour l’Inde (décembre 1932) où il poursuit des études de philosophie à Shembaganur (Kodaikanal).
Destiné à la mission qu’ont les Jésuites de Naples à Ceylan (aujourd’hui Sri Lanka) il revient en Europe pour se spécialiser, à l’université de Londres, en langues indo-aryennes (Pali et Sanskrit) et bouddhisme. De retour au Sri Lanka, le jeune étudiant jésuite est d’abord en poste à Elpitya, paroisse et école dans la partie méridionale de l’île.
De 1941 à 1944, Perniola fait ses études de théologie en vue du sacerdoce au séminaire pontifical de Kandy. Le 21 novembre 1943, il est ordonné prêtre. Après quelques années de travail pastoral en paroisse et son « Troisième An » en Inde, il revient en janvier 1948 au Sri Lanka où il passera le reste de sa vie.

### Chercheur et érudit
En poste au collège Saint-Louis de Galle, Perniola y enseigne l’histoire et le pali. En 1949, peu après l’indépendance du pays, il est fait citoyen d’honneur et en reçoit la citoyenneté srilankaise. La même année il est recteur du collège.
Invité en 1954 à enseigner la langue pali à l'Aquinas University de Colombo, il compose pour ses étudiants une grammaire qui est bientôt adoptée comme manuel de base par la Pali Text Society d’Oxford. En 1964, Perniola obtient un doctorat en linguistique de l’université de Pune (Inde). Le prêtre et missionnaire est un linguiste par excellence. Familier des langues anciennes européennes (latin et grec ancien) et classiques indo-aryennes (Pali et Sanskrit), il est à l’aise également en italien, anglais, cinghalais, français, néerlandais, allemand, portugais et espagnol.
De 1972 à 1976, Perniola est supérieur provincial des Jésuites du Sri Lanka, ce qui ralentit pour quelques années son travail de recherches et érudition.
En 1980, Perniola met en chantier un projet de dimension considérable. Considérant que les sources permettant une bonne connaissance de l’Église catholique au Sri Lanka ne sont pas connues des chercheurs, d’abord parce que disséminées dans des fonds d’archives peu accessibles, ensuite parce que multilingues, il se met à éditer et publier de manière systématique — et en traduction anglaise si nécessaire — tous les documents existant — la plupart à l’état de manuscrits —  des périodes portugaise (à partir de 1505), hollandaise et anglaise de la présence de l’Église catholique au Sri Lanka. En 2011, 19 volumes de ce « Magnum opus » sont publiés sous le titre de History of the Catholic Church in Sri Lanka. Bien qu'en bonne santé et actif jusque dans les dernières années de sa longue vie, Perniola laisse cette œuvre inachevée.
Le 29 mars 2013, quelques semaines avant son centième anniversaire, le père Vito Perniola reçoit de la Royal Asiatic Society de Sri Lanka la médaille d’or « Sir S.C. Obeysekere » en reconnaissance et appréciation de toute une vie donnée à l’érudition et sa contribution exceptionnelle aux études historiques du pays.
Tout au  long de sa vie, il considéra son travail d’érudition comme étant partie intégrante de sa vocation de missionnaire et prêtre. Comme prêtre, quelle que fût l’importance du travail intellectuel dans lequel il était engagé, il resta ouvert à tout service pastoral qu’on lui demandait. Sans vraiment souffrir de quelque maladie que ce soit, le père Vito Perniola s’éteignit paisiblement le 7 janvier 2016, à Negombo (Sri Lanka). Il avait près de 103 ans.

## Œuvres
- Pāli Grammar, Oxford, The Pali Text Society, 1965 (dernière édition en 1997) [lire en ligne (page consultée le 8 août 2024)]
- The Catholic Church in Sri Lanka, (19 volumes), Dehiwala (Colombo), Tisaka Prakasakayo Ltd., 1985-2011